# Phonognatha pallida
Phonognatha pallida là một loài nhện trong họ Araneidae.
Loài này thuộc chi Phonognatha. Phonognatha pallida được Raymond Comte de Dalmas miêu tả năm 1917.